# Svastra
Svastra es un género de abejas eucerinas de la familia Apidae. Hay por lo menos 20 especies descritas. Están distribuidas en las Américas.

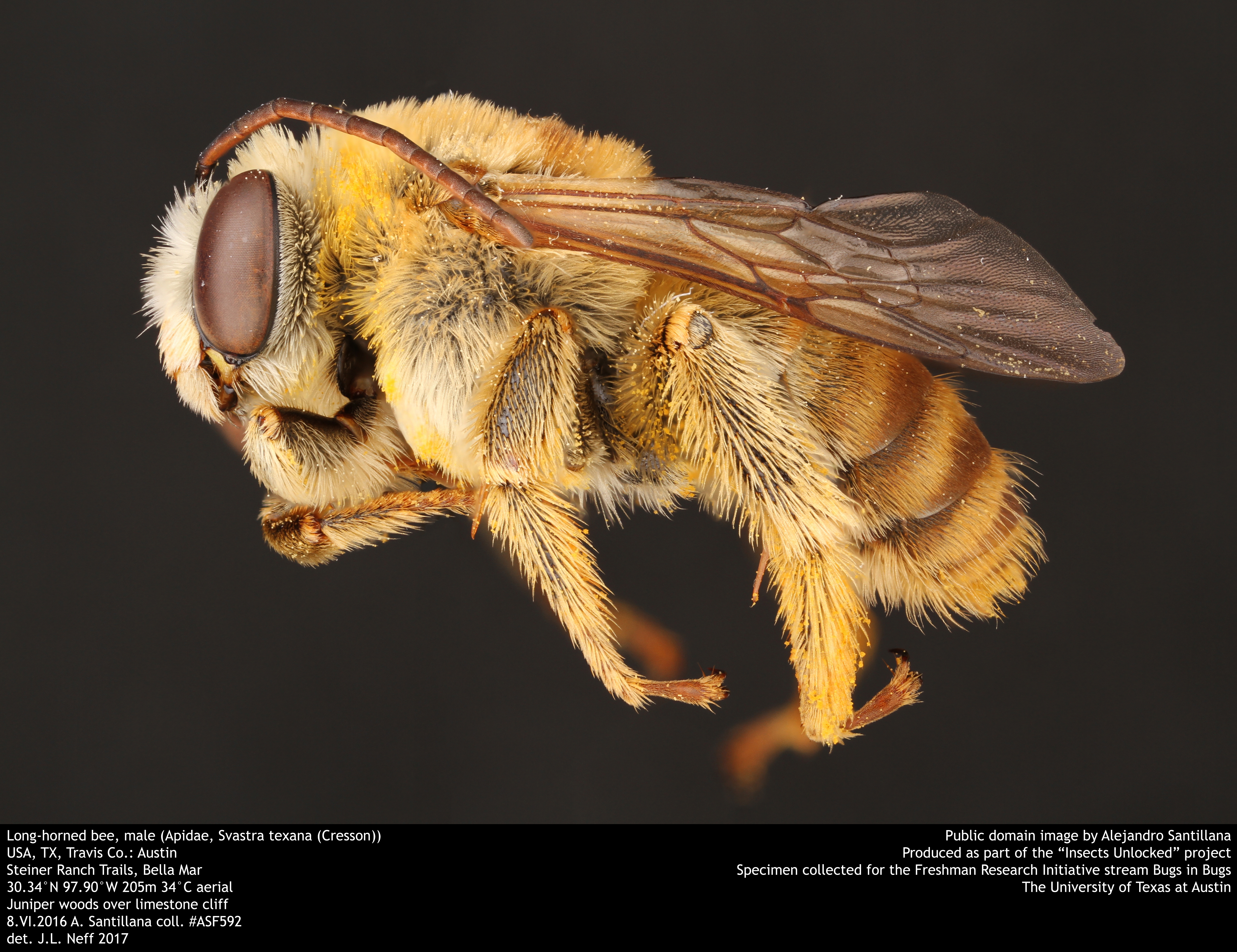
Svastra texana, macho

## Especies
Svastra, 23 especies:
- Svastra aegis (LaBerge, 1956)
- Svastra albocollaris (Cockerell, 1918)
- Svastra atripes (Cresson, 1872)
- Svastra comanche (Cresson, 1872)
- Svastra compta (Cresson, 1878)
- Svastra cressonii (Dalla Torre, 1896)
- Svastra detecta Holmberg, 1884
- Svastra duplocincta (Cockerell, 1905)
- Svastra flavitarsis (Spinola, 1851)
- Svastra friesei LaBerge, 1958
- Svastra grandissima (Cockerell, 1905)
- Svastra helianthelli (Cockerell, 1905)
- Svastra machaerantherae (Cockerell, 1904)
- Svastra maculata Urban, 1998
- Svastra minima (LaBerge, 1956)
- Svastra nevadensis (Cresson, 1874)
- Svastra nitida (LaBerge, 1956)
- Svastra obliqua (Say, 1837)
- Svastra pallidior LaBerge, 1963
- Svastra petulca (Cresson, 1878)
- Svastra sabinensis (Cockerell, 1924)
- Svastra sila (LaBerge, 1956)
- Svastra texana (Cresson, 1872)